# Plagiognathus flavidus
Plagiognathus flavidus är en insektsart som beskrevs av Knight 1929. Plagiognathus flavidus ingår i släktet Plagiognathus och familjen ängsskinnbaggar. Inga underarter finns listade i Catalogue of Life.